# Camille Farrah Lenain
Camille Farrah Lenain, née en 1990 à Paris, est une photographe franco-algérienne.

## Biographie
Née en 1990 à Paris, Camille Lenain étudie la photographie à l'école supérieure des arts Le 75 et au Centre international de la photographie pour ensuite s'installer à La Nouvelle-Orléans,.

## Œuvre
Son travail photographique alterne entre la France et la Nouvelle-Orléans, où elle enseigne la photographie à l'université Tulane.

### Feu sans fumée, la communauté LGBTQIA+ musulmane française
À l'été 2020, elle réalise Made of Smokeless Fire, un projet photographique en hommage à son oncle, gay et décédé en 2013, visant à représenter la communauté LGBT française de l'immigration et plus particulièrement celles de culture musulmane,. Ce travail, permis notamment par Ludovic Mohammed Zahed, qui la met en contact avec son réseau, vise à la fois à célébrer les différentes manières dont ces personnes vivent leur culture et leur queerness ainsi qu'à dénoncer l'homophobie, la transphobie et le racisme en France,. 
D'un point de vue plus personnel, cette série photographique lui permet de faire son travail de deuil, en explorant toutes les questions qu'elle n'a pas pu poser à son oncle, notamment sur la manière de concilier islam et homosexualité.  Son travail, qui fait suite à de longs échanges avec les personnes représentées, ne se focalise pas sur la souffrance mais plutôt sur la beauté qui existe à l'intersection d'identités multiples. Certains de ces modèles choisissent initialement de ne pas montrer leur visage, avant de recontacter Lenain pour de nouvelles photographies.
L'exposition de Made of Smokeless Fire à l'Institut du monde arabe permet à Lenain de renouer le dialogue avec sa famille au sujet de son oncle mais aussi de se connecter avec d'autres personnes LGBTQIA+ musulmanes en France. Le 8 mars 2024, Made of Smokeless Fire reçoit le Leica Women Photo Project Award, qui récompense également cette année-là Adenike Sogbesan, Luvia Lazo, et Stasia Schmidt. Le même jour, elle apprend le décès d'un des modèles, inscrivant encore plus le projet dans le deuil.
Le nom du projet est une référence aux djinns, dont l'aspect protéiforme se retrouve dans la communauté ; ceux-ci sont aussi des créatures pouvant à la fois être bonnes ou mauvaises, de la même manière que le mot « queer » peut servir d'insulte ou de source de fierté.

### The Waiting, les chasseresses
En 2022, elle réalise The Waiting sur des femmes chasseresses en Louisiane et dans le Sud de la France et pour lequel elle remporte le prix Les Jours,. Le travail dans The Waiting s'inspire de la déesse grecque Artémis et explore la tension existant entre des femmes qui, en tant que mères, donnent la vie et la prennent en tant que chasseresses. Le thème de la sororité y est aussi représenté.

### One More Game, rugby queer néo-orléanais
En 2024 elle réalise One More Game, un reportage photographique sur la première équipe de rugby queer néo-orléanaise.

## Expositions
- Habibi, les révolutions de l'amour, Institut du monde arabe, 2022[1]